# Dindica glaucescens
Dindica glaucescens är en fjärilsart som beskrevs av Inoue 1990. Dindica glaucescens ingår i släktet Dindica och familjen mätare. Inga underarter finns listade i Catalogue of Life.